# Fuse (discothèque)
Le Fuse est un nightclub bruxellois, créé en 1994 par Thierry Coppens et Peter Decuypere, spécialisé dans la diffusion de la musique électronique.

## Historique
L'établissement est installé sur l'emplacement d'un cinéma transformé par son propriétaire en discothèque, sur deux étages, pour la communauté espagnole. Le Fuse ouvre en avril 1994 avec une salle house et une seconde pour la techno ; les débuts sont difficiles. Depuis les débuts le DJ-résident est Pierre.
De multiples artistes-DJ jouent au Fuse comme Laurent Garnier, Daft Punk, ou Aphex Twin.
Le Fuse est longtemps reconnu comme une référence dans le monde de la techno en Belgique,,,.
Charlotte de Witte y a une résidence depuis le milieu des années 2010.
Après 29 ans d'existence, le Fuse est toutefois contraint de fermer le 12 janvier 2023. Après une mobilisation des adeptes de musique techno, la ville de Bruxelles capitule et le Fuse ouvre de nouveau ses portes.